# Yushu Kitano
Yushu Kitano (in giapponese: 北野祐秀; 14 aprile 1930 – 27 maggio 2016) è stato un lottatore giapponese, specializzato nella lotta libera.

## Palmarès

### Olimpiadi
- Argento a Helsinki 1952 nei pesi mosca.

### Mondiali
- Argento a Tokyo 1952 nei pesi mosca.

### Giochi asiatici
- Argento a Manila 1954 nei pesi mosca.